# Élus Coëns
Élus Coëns est le nom générique d'un rite initiatique, l'ordre des Chevaliers maçons Élus Coëns de l'univers. Ce rite apparait en France dans la deuxième moitié du XVIIIe siècle et appartient au mouvement illuministe.

## Historique

### Fondation en 1767
L'ordre des Élus Coëns recourt à une symbolique tout à fait particulière fondée sur la doctrine rendue publique par Martinès de Pasqually, son dirigeant en France.
La doctrine de Martinès de Pasqually relève d'une tendance ésotérique chrétienne de la franc-maçonnerie, qualifiée d'« illuministe ». Cette tendance entend se rattacher à une Église invisible, indépendante de toute structure terrestre, pour retrouver la voie qui conduit à la connaissance des sources cachées de la nature en prévision de la destruction prochaine de l'Église matérielle. Il s'agit d'obtenir, par une initiation progressive, une connaissance directe de Dieu, unité primordiale, perdue depuis la faute d'Adam. Dans cette optique, le système maçonnique procure une structure adéquate pour ce parcours emprunté à l'aide des méthodes occultistes.
Pour diffuser cette doctrine en France, Martinès de Pasqually fonde en 1767 l'« ordre des Chevalier maçons Élus Coëns de l'univers ». Il se dit lui-même héritier d'une longue tradition d'origine suprahumaine et inspiré lui-même.

### La Révolution et ses suites
Louis-Claude de Saint-Martin théorise les intuitions martinésistes et propose avec succès pendant la Révolution son propre système. Pour le Philosophe Inconnu, la révolution française, « miniature du Jugement dernier », est un avertissement envoyé par la Providence pour punir la décadence des Trônes et des Autels et retrouver en Dieu la source de toute sagesse politique et sociale.
Une nouvelle organisation de l'ordre est le fait du soyeux lyonnais Jean-Baptiste Willermoz (1730-1824). Pour lui, la doctrine de la réintégration est à la base de la maçonnerie primitive et authentique qu'il s'agit de retrouver par la réunion sur cette base de tous les « rites et systèmes », en une véritable « science de l'Homme » selon l'adepte Joseph de Maistre, qui la défend en 1821, sous l'apparence d'une controverse, dans ses Soirées de Saint-Pétersbourg.
À la fin du XIXe siècle, divers courants occultistes se sont réclamés de Martinès de Pasqually ; parmi ceux-ci, l'Ordre de la Rose-Croix catholique du Temple et du Graal, fondé en 1890 par Sâr Joséphin Mérodack (Joséphin Peladan) : celui-ci lutte contre la « décadence latine » par le retour à la religion de l'« Art-Dieu » et à une théocratie impériale. Il proclame : « La suprême laideur, c'est la démocratie. » Il a attiré à lui le courant symboliste dans ses salons d'art idéaliste mystique et influencé des auteurs comme Barbey d'Aurevilly et Paul Bourget, partageant le refus de la laideur de la société moderne.

### AuXXesiècle
L'ordre est « réveillé » par Robert Ambelain (Sâr Aurifer) dès 1942, sur la base de quelques rares documents provenant de l'ordre « originel » qui furent retrouvés[réf. nécessaire]. Les rituels encore pratiqués aujourd'hui diffèrent légèrement de ceux utilisés originellement par l'ordre de Martines de Pasqually[réf. nécessaire]. Le plus « célèbre » de ces documents étant le « manuscrit d'Alger », découvert tardivement par Robert Ambelain, puis remis à la Bibliothèque nationale de France fut transcrit intégralement par Georges Courts, à partir de 1996 contenant une partie des instructions secrètes pour quelques degrés seulement, dont le Chevalier d'Orient[réf. nécessaire].

## Organisation
L'ordre fut réparti en plusieurs classes de degrés :
Maçonnerie Symbolique
- Apprenti,
- Compagnon,
- Maître maçon ;

Ces trois degrés souvent furent "oubliés" par les ordres Martinistes.
Martinisme
- Associé,
- Initié,
- Supérieur Inconnu ;

Ces trois degrés n'existaient pas dans le système de Martinès de Pasqually et furent inventés par Papus dans l'Ordre Martiniste de Papus, puis repris par les différents courants martinistes.
Porche
- Apprenti Coën ;
- Compagnon Coën ;
- Maître Élu Coën ;

Ordre intérieur
- Grand maître élu Coën/Grand Architecte,
- Grand élu de Zorobabel/Chevalier d'Orient,
- Commandeur d'Orient/Apprenti Réau-Croix (6e classe) Le degré de « Commandeur d'Orient/Apprenti Réau-Croix » est un grade « préparatoire » pour ceux et celles qui seront amenés à être ordonnés au degré ultime de « Réau-Croix ». Il n'y a pas de cérémonie pour ce degré, le membre devra par contre réaliser diverses hautes opérations de théurgies afin de prétendre et se préparer à recevoir le dernier degré de l'ordre.

Classe secrète
- Réau-Croix.

À l'époque de Martinès, cette classe n'a jamais été une classe secrète. Elle était le privilège des membres des tribunaux Souverains ou des Souverains juges, tel que cela résulte des statuts promulgués en 1767.